# Малый Кикус
Малый Кикус — деревня в Чердынском городском округе Пермского края России. До января 2020 года входила в Ныробское городское поселение Чердынского района. Расположена в 21 километре на северо-восток от рабочего посёлка Ныроб, на левом берегу Колвы.
Климат умеренно-континентальный с продолжительной холодной и снежной зимой и коротким летом. Снежный покров удерживается 170—190 дней. Средняя высота снежного покрова составляет более 70 см, в лесу около 1 метра. В лесу снег сохраняется до конца мая. Продолжительность безморозного периода примерно 110 дней.

## Население
| 2010 |
| ---- |
| 1    |

В 2002 году постоянное население деревни — 1 человек.